# Fira de Música al Carrer de Vila-seca

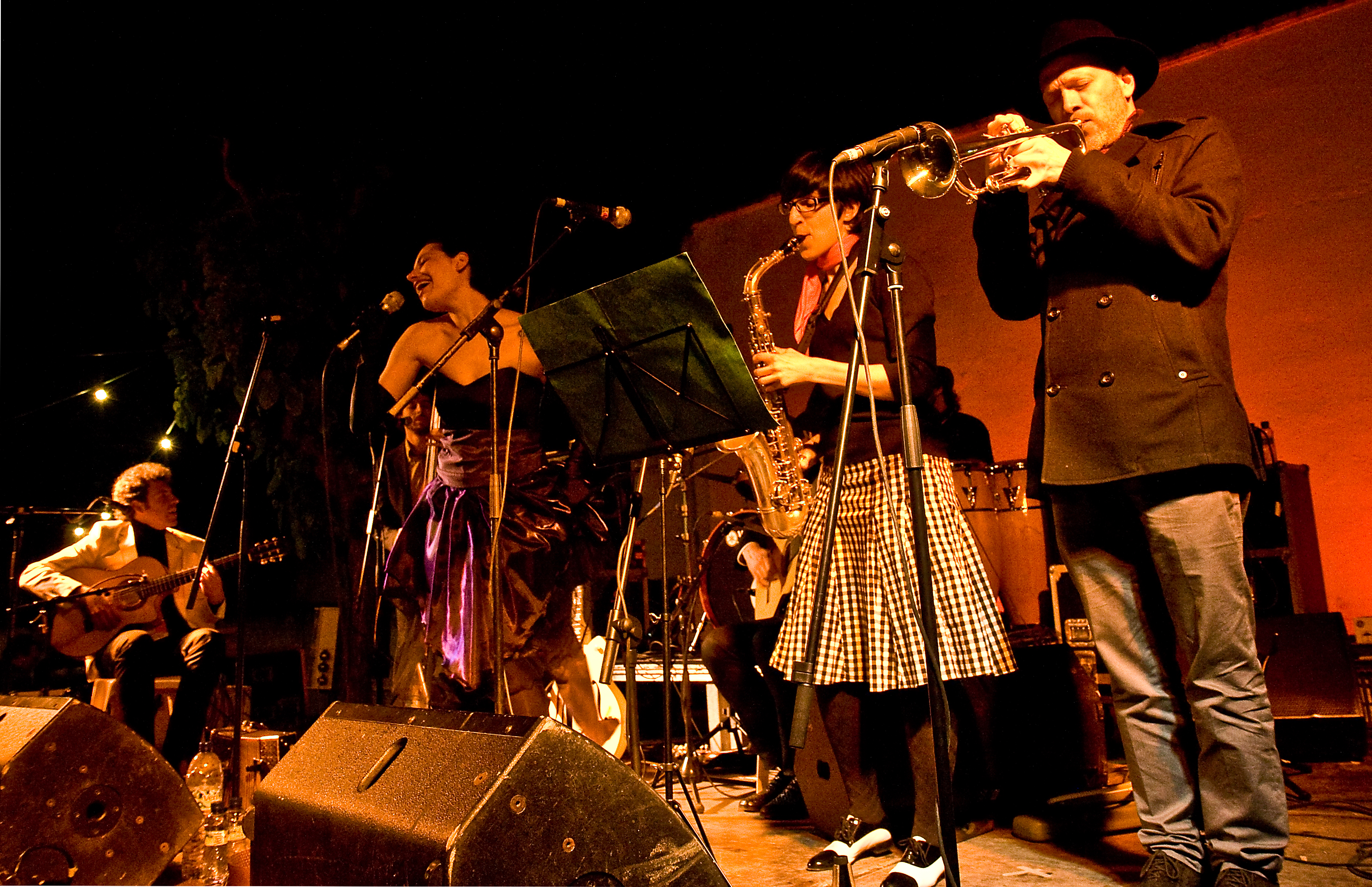
Giulia y los Tellarini a l'Hort del Centre, el 8 de maig de 2010

La Fira de Música al Carrer de Vila-seca (FiM) és una fira professional de música emergent que se celebra des de l'any 2000 a Vila-seca (Tarragonès). És organitzada pel Patronat Municipal de Turisme de Vila-seca i la Fundació Societat i Cultura (FUSIC) i té lloc anualment a la població de Vila-seca.
A més de ser un aparador de noves propostes, la FiM és un mercat professional de música. Així, organitza anualment un programa específic per aquest públic, amb l'organització d'una Jornada Tècnica dedicada als professionals de la gestió musical. En el 2010 sota el nom de Digital Music 2.0 va estar dedicada a la comunicació i màrqueting digital i a oferir informació útil als grups per promocionar-se a l'euroregió Pirineus Mediterrània. La Jornada es va realitzar en col·laboració al Servei de Desenvolupament Empresarial i del programa Convivència Pirineus Mediterrània.